# Тринадцатый подвиг Геракла
Тринадцатый подвиг Геракла — рассказ Фазиля Абдуловича Искандера. Впервые опубликован в апреле 1964 года в журнале «Сельская молодёжь». В 1966 году вышел сборник «Тринадцатый подвиг Геракла», куда вошёл и одноимённый рассказ.

## Краткое содержание
В школе появляется новый учитель математики Харлампий Диогенович. С первых минут появления в школе ему удаётся установить на уроках «образцовую тишину». Харлампий Диогенович сразу заинтриговал своих воспитанников тем, что он никогда не повышал голоса, не заставлял заниматься, не грозился вызвать родителей в школу. Его главным оружием был юмор. Если ученик провинился, то Харлампий Диогенович шутил над ним, и весь класс не мог удержаться от смеха. Однажды ученик 5 «Б» класса (от лица которого ведётся повествование), не выучив домашнего задания, пришёл на урок к Харлампию Диогеновичу. Мальчик очень боялся, что после своего выхода с домашним заданием к доске станет мишенью для искромётного юмора своего учителя. Через некоторое время после начала урока в класс вошла докторша вместе с медсестрой, которые проводили вакцинацию от тифа среди учеников школы. Они разыскивали 5 «А», но по ошибке зашли в параллельный класс. Чтобы обезопасить себя от выхода к доске, ученик-повествователь вызвался проводить врачей на урок к 5 «А».

## Издания
Рассказ включён как в различные сборники произведений самого Искандера, так и сборники рассказов различных авторов:
- сборник «Запретный плод» (1966)
- сборник «Тринадцатый подвиг Геракла» (1966)
- сборник «Начало» (1978)
- сборник «Время счастливых находок» (1973)
- сборник «Первое дело» (1972)
- сборник «Сюжет существования» (1999)
- сборник «Рассказы. Повесть. Сказка. Диалог. Эссе. Стихи» (1999)
- антологию «Рассказ о говорящей собаке и другие веселые истории» (1973)
- антологию «Лучшие рассказы для детей» (1999)
- антологию «Мой учитель» (1989)
- антологию «Хрестоматия по литературе. 5—7 классы» (1999)
- сборник «Праздник ожидания праздника» (1986)
- сборник «Стоянка человека» (1991)
- сборник «Школьный вальс, или Энергия стыда» (1999)
- сборник «Яблоня, шелестящая под ветерком» (2002)
- антологию «Озорные рассказы о школьниках» (2011)
- антологию «Заколдованная буква» (1988)
- антологию «Школьные годы» (1974)
- антологию «Школьные истории, весёлые и грустные» (1989)
- антологию «Библиотека произведений советских писателей в пяти томах» (1964)
- антологию «Школьная пора» (1989)